# Stawy Jaskółcze
Jaskółcze (także: Świelowiec) – zespół pięciu stawów rybnych zlokalizowany w rezerwacie przyrody Stawy Milickie (kompleks Stawno), na wschód od wsi Ruda Milicka (gmina Milicz).
Zespół stawów o łącznej powierzchni około 125 ha posiada rodowód średniowieczny. Staw ten (o nazwie Schweldowitz) rozciągał się w tych czasach na powierzchni około 300 ha, zajmując całość terenów pomiędzy Grabownicą a Rudą Milicką. Z początkiem XIX wieku podzielono go na dwa akweny: Górny i Dolny. Do dziś pozostał jedynie staw Jaskółczy Dolny, podzielony w latach 60. XX wieku na pięć mniejszych zbiorników, z których największy jest Staw Jaskółczy I o powierzchni 28 ha. Awifaunę stawów reprezentują m.in.: czapla biała, kormorany i gęsi gęgawy. Poziom wody w akwenach reguluje drewniany jaz w Rudzie Milickiej – zabytek techniki, posiadający najwyższą całkowitą wysokość piętrzenia spośród wszystkich drewnianych jazów w dolinie Baryczy (4,7 m).